# ابیای سولاوسی
ابیای سولاوسی (نام علمی: Scolopax celebensis) نام یک گونه از سرده ابیا است.